# Ulrich Krafft
Ulrich Krafft (* c1455 na cidade de Ulm; † 11 de abril de 1516 em Ulm) foi um pregador e jurista alemão.